# 歌え!ロレッタ愛のために
『歌え!ロレッタ愛のために』（原題: Coal Miner's Daughter＝炭坑夫の娘）は、1980年のアメリカ映画。カントリー歌手ロレッタ・リンの半生を描いた伝記映画。
第53回アカデミー賞では作品賞を含む7部門にノミネートされ、シシー・スペイセクが主演女優賞を受賞。劇中の歌を吹き替えなしでみごとに歌っている。
AFIが2006年に選出した「感動の映画ベスト100」において、本作が70位にランクインしている。

## ストーリー
ケンタッキー州のブッチャー・ホーラーで、貧しい炭鉱夫の家に生まれたロレッタ(シシー・スペーセク)は、13歳で結婚した。夫のドゥーリトル・リン(トミー・リー・ジョーンズ )が炭鉱の仕事を嫌ったために、愛する親兄弟と別れて村を出たが、貧乏暮しは相変わらずで、結婚指輪さえ持っていなかった。
18歳で4人の子持ちとなったロレッタは、結婚記念日に指輪をねだった。だが、夫が買ってきたのは、なぜか中古のギターだった。独学でギターを学んだロレッタは、身近な愛や葛藤を題材に、家でオリジナルのカントリー・ウエスタンを歌うようになった。
妻の才能に気づいたドゥーリトルは、ロレッタの歌をレコードに吹き込み、田舎町のラジオ局を回って売り込みを開始した。ロレッタの歌は評判を呼び、やがて、カントリー界の女王パッツィ・クラインと組んでツアーを行うまでになる。しかし、スタッフを引き連れたパッツィのツアーに、夫ドゥーリトルの居場所はなかった。
酒に溺れたドゥーリトルは、ロレッタと距離を置き、郊外の屋敷で子供たちと暮らす道を選んだ。ロレッタも、あえて夫を引き留めようとはしなかった。女王パッツィの事故死によって、カントリー界の頂点に立つロレッタ。だが、孤独で過酷なツアーの日々はロレッタの神経をすり減らして行った。舞台に立っても歌えなくなるロレッタ。そんな彼女を救ったのは、不器用だが心優しい夫ドゥーリトルだった。

## キャスト
※括弧内は日本語吹き替え
- ロレッタ・リン - シシー・スペイセク（佐藤あかり）
- ドゥーリトル・“ムーニー”・リン - トミー・リー・ジョーンズ（大塚明夫）
- パッツィ・クライン - ビヴァリー・ダンジェロ（高島雅羅）
- テッド・ウェブ（ロレッタの父） - レヴォン・ヘルム（伊藤昌一）
- クララ・ウェブ（ロレッタの母） - フィリス・ボーエンズ（羽鳥靖子）
- アーネスト・タブ - アーネスト・タブ本人(en)
- チャーリー・ディック - ボブ・ハンナ（楠大典）
- スピーディー・ウェスト - ビリー・ストレンジ（福田信昭）

## サウンド・トラック
| #   | タイトル                                     | 作詞・作曲                                          | 歌                     |
| --- | -------------------------------------------- | --------------------------------------------------- | ---------------------- |
| 1.  | 「Walking The Floor Over You」               | Ernest Tubb                                         | Ernest Tubb            |
| 2.  | 「Blue Moon of Kentucky」                    | Bill Monroe                                         | Levon Helm             |
| 3.  | 「It Wasn't God Who Made Honky Tonk Angels」 | J.D. Miller                                         | Kitty Wells            |
| 4.  | 「Satisfied Mind」                           | Jack Rhodes                                         | Red Foley              |
| 5.  | 「The Titanic」                              | Mother Maybelle Carter, Sara Carter and A.P. Carter | シシー・スペイセク     |
| 6.  | 「There He Goes」                            | Durwood Haddock, Eddie Miller and W.S. Stevenson    | シシー・スペイセク     |
| 7.  | 「I'm a Honky Tonk Girl」                    | ロレッタ・リン                                      | シシー・スペイセク     |
| 8.  | 「Walking After Midnight」                   | Alan Block and Don Hecht                            | シシー・スペイセク     |
| 9.  | 「Crazy」                                    | ウィリー・ネルソン                                  | ビヴァリー・ダンジェロ |
| 10. | 「I Fall to Pieces」                         | Hank Cochran & Harlan Howard                        | シシー・スペイセク     |
| 11. | 「Sweet Dreams」                             | Don Gibson                                          | ビヴァリー・ダンジェロ |
| 12. | 「Back in Baby's Arms」                      | Bob Montgomery                                      | ビヴァリー・ダンジェロ |
| 13. | 「One's on the Way」                         | Shel Silverstein                                    | シシー・スペイセク     |
| 14. | 「You Ain't Woman Enough (To Take My Man)」  | ロレッタ・リン                                      | シシー・スペイセク     |
| 15. | 「You're Lookin' at Country」                | ロレッタ・リン                                      | シシー・スペイセク     |
| 16. | 「Coal Miner's Daughter」                    | ロレッタ・リン                                      | シシー・スペイセク     |

- In the Pines　シシー・スペイセク （劇中歌補遺）

## 受賞/ノミネート
| 映画祭・賞                   | 部門                                    | 候補                                    | 結果       |
| ---------------------------- | --------------------------------------- | --------------------------------------- | ---------- |
| アカデミー賞                 | 作品賞                                  |                                         | ノミネート |
| アカデミー賞                 | 主演女優賞                              | シシー・スペイセク                      | 受賞       |
| アカデミー賞                 | 脚色賞                                  | トム・リックマン                        | ノミネート |
| アカデミー賞                 | 撮影賞                                  | ラルフ・デトラー・ボード                | ノミネート |
| アカデミー賞                 | 美術監督･装置賞                         | ジョン・W・コーソ ジョン・M・ドワイヤー | ノミネート |
| アカデミー賞                 | 音響賞                                  |                                         | ノミネート |
| アカデミー賞                 | 編集                                    |                                         | ノミネート |
| 全米映画批評家協会賞         | 主演女優賞                              | シシー・スペイセク                      | 受賞       |
| ニューヨーク映画批評家協会賞 | 主演女優賞                              | シシー・スペイセク                      | 受賞       |
| ロサンゼルス映画批評家協会賞 | 主演女優賞                              | シシー・スペイセク                      | 受賞       |
| ゴールデングローブ賞         | 作品賞 (ミュージカル・コメディ部門)     |                                         | 受賞       |
| ゴールデングローブ賞         | 主演女優賞 (ミュージカル・コメディ部門) | シシー・スペイセク                      | 受賞       |